# Assé-le-Riboul
Assé-le-Riboul is een gemeente in het Franse departement Sarthe (regio Pays de la Loire) en telt 464 inwoners (2004). De plaats maakt deel uit van het arrondissement Mamers.

## Geografie
De oppervlakte van Assé-le-Riboul bedraagt 16,6 km², de bevolkingsdichtheid is 28,0 inwoners per km².
De onderstaande kaart toont de ligging van Assé-le-Riboul met de belangrijkste infrastructuur en aangrenzende gemeenten.

## Demografie
Onderstaande figuur toont het verloop van het inwonertal (bron: INSEE-tellingen).